# 佛羅里達州國會選區

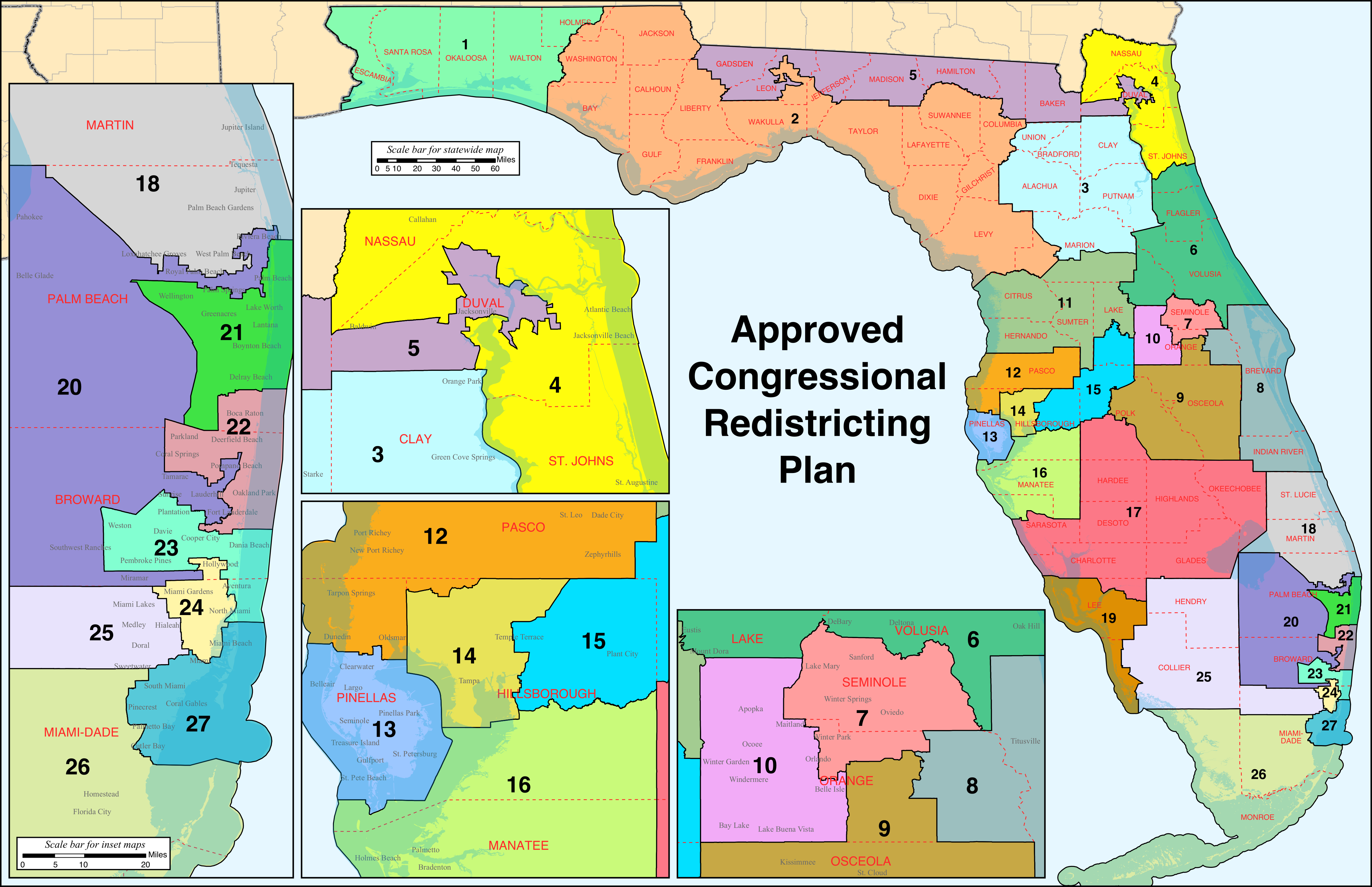
佛羅里達州國會選區

佛罗里达州分为27个国会选区，每个选区由一名美国众议院议员代表。2010年人口普查后，由于人口增长，佛罗里达州的席位从25个增加到27个，随后在2012年重新分配。
佛罗里达州的国会选区在美国第116届国会中有13名民主党议员和14名共和党议员。
2010年，超过63%的佛罗里达州选民不顾共和党控制的立法机构的反对，批准了州宪法第5号修正案和第6号修正案，即所谓的“公平选区修正案”。这些规定旨在促进国会选区的公平，并“禁止议员故意划分有利于现任议员或政党的选区”。
由于2010年的人口普查，立法机构在2012年采用了新的选区。他们的成果很快在2011年初受到了一些致力于通过修正案的团体的挑战，这些团体包括妇女选民联盟和共同事业。审判揭露了许多党内工作人员和立法者的秘密交易；法院设立了新的法律标准。法庭一度排除了媒体，并关闭了电视转播，以便允许一名政治活动人士提供三小时的证词。
2014年7月9日，佛罗里达州的一名法官裁定，该州共和党人非法划分了该州的国会选区。佛罗里达州第二巡回法院法官特里·P·刘易斯下令重新划分第五和第十区。在上诉中，佛罗里达州最高法院于2015年7月9日裁定，又有几个选区必须重新划分，而立法机构的工作违反了宪法，有利于共和党。这一具有历史意义的裁决被认为可能会影响该州27个选区中的大部分。
2015年12月2日，州最高法院批准了一项2016年选举选区划分的补救计划。除了1区、8区和19区以外，所有的选区都以某种方式被该计划改变了。

## 现存选区及代表
下列表格是美国佛罗里达州众议院代表团成员名单，他们的任期，他们的选区边界，以及根据库克党派投票指数的选区政治支持率。该代表团共有28名成员，包括8名民主党人和20共和党人。
| 当前佛罗里达州联邦众议员 | 当前佛罗里达州联邦众议员           | 当前佛罗里达州联邦众议员 | 当前佛罗里达州联邦众议员 | 当前佛罗里达州联邦众议员 | 当前佛罗里达州联邦众议员 |
| 选区                     | 成员 （住所）                      | 党派                     | 任期开始于               | CPVI （2022年）          | 选区地图                 |
| ------------------------ | ---------------------------------- | ------------------------ | ------------------------ | ------------------------ | ------------------------ |
| 第1                      | 马特·盖茨 （尼斯维尔）             | 共和党                   | 2017年1月3日             | R+19                     |                          |
| 第2                      | 尼尔·邓恩 （巴拿马城）             | 共和党                   | 2017年1月3日             | R+8                      |                          |
| 第3                      | 凯特·坎马克 （盖恩斯维尔）         | 共和党                   | 2021年1月3日             | R+9                      |                          |
| 第4                      | 阿龙·比恩 （费南迪纳比奇）         | 共和党                   | 2023年1月3日             | R+6                      |                          |
| 第5                      | 约翰·罗斯福 （杰克逊维尔）         | 共和党                   | 2017年1月3日             | R+11                     |                          |
| 第6                      | 迈克·沃尔茨 （圣奥古斯丁海滩）     | 共和党                   | 2019年1月3日             | R+14                     |                          |
| 第7                      | 科里·米尔斯 （新士麦那海滩）       | 共和党                   | 2023年1月3日             | R+5                      |                          |
| 第8                      | 比尔·波西 （罗克雷治）             | 共和党                   | 2009年1月3日             | R+11                     |                          |
| 第9                      | 达伦·索托 （基西米）               | 民主党                   | 2017年1月3日             | D+8                      |                          |
| 第10                     | 麦克斯韦·弗罗斯特 （奥兰多）       | 民主党                   | 2023年1月3日             | D+14                     |                          |
| 第11                     | 丹尼尔·韦伯斯特 （克莱蒙特）       | 共和党                   | 2011年1月3日             | R+8                      |                          |
| 第12                     | 戈斯·比利拉基斯 （棕榈港）         | 共和党                   | 2007年1月3日             | R+17                     |                          |
| 第13                     | 安娜·保利娜·卢纳 （圣彼得斯堡）    | 共和党                   | 2023年1月3日             | R+6                      |                          |
| 第14                     | 凯茜·卡斯托 （坦帕）               | 民主党                   | 2007年1月3日             | D+8                      |                          |
| 第15                     | 劳雷尔·李 （坦帕）                 | 共和党                   | 2023年1月3日             | R+4                      |                          |
| 第16                     | 范恩·布肯南 （萨拉索塔）           | 共和党                   | 2007年1月3日             | R+7                      |                          |
| 第17                     | 格雷格·斯托伊布 （萨拉索塔）       | 共和党                   | 2019年1月3日             | R+10                     |                          |
| 第18                     | 斯科特·富兰克林 （莱克兰）         | 共和党                   | 2021年1月3日             | R+13                     |                          |
| 第19                     | 拜伦·唐纳兹 （那不勒斯）           | 共和党                   | 2021年1月3日             | R+13                     |                          |
| 第20                     | 希拉·舍菲勒斯-麦考密克 （米拉马）  | 民主党                   | 2022年1月18日            | D+25                     |                          |
| 第21                     | 布莱恩·马斯特 （匹尔斯堡）         | 共和党                   | 2017年1月3日             | R+7                      |                          |
| 第22                     | 路易斯·弗兰克尔 （西棕榈滩）       | 民主党                   | 2013年1月3日             | D+7                      |                          |
| 第23                     | 贾里德·莫斯科维茨 （帕克兰）       | 民主党                   | 2023年1月3日             | D+5                      |                          |
| 第24                     | 弗雷德丽卡·威尔逊 （迈阿密加登斯） | 民主党                   | 2011年1月3日             | D+25                     |                          |
| 第25                     | 黛比·沃瑟曼·舒尔茨 （韦斯顿）      | 民主党                   | 2005年1月3日             | D+9                      |                          |
| 第26                     | 马里奥·迪亚斯-巴拉特 （迈阿密）    | 共和党                   | 2003年1月3日             | R+8                      |                          |
| 第27                     | 玛丽亚· 埃尔维拉·萨拉查 （迈阿密） | 共和党                   | 2021年1月3日             | EVEN                     |                          |
| 第28                     | 卡洛斯·A·希门尼斯 （迈阿密）       | 共和党                   | 2021年1月3日             | R+2                      |                          |

## 历史选区边界

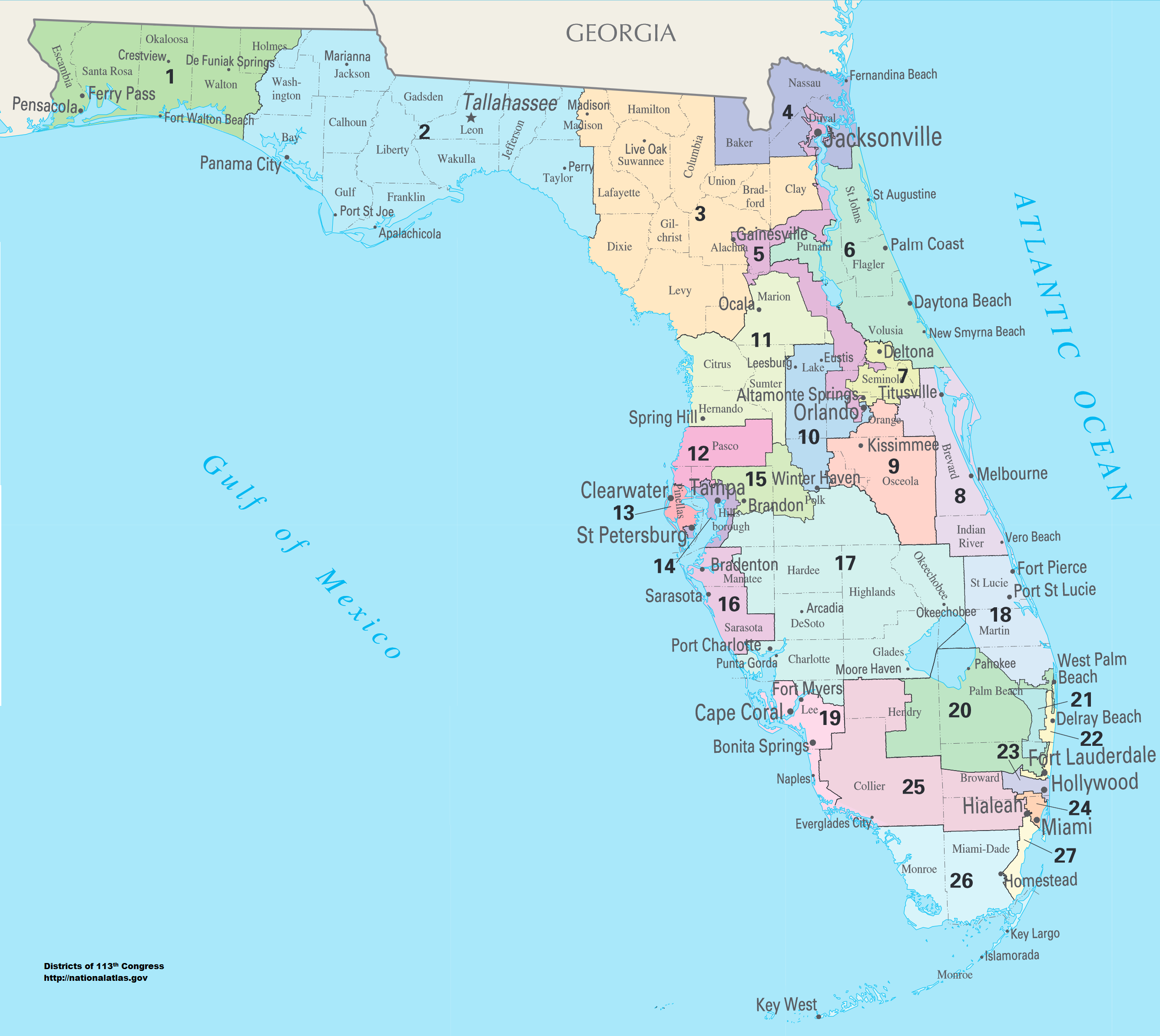
2013至2017年选区边界
- 2003至2013年选区边界